# Торака
Торака (итал. Torraca) је насеље у Италији у округу Салерно, региону Кампанија.
Према процени из 2011. у насељу је живело 688 становника. Насеље се налази на надморској висини од 434 м.

## Становништво
| 1931. | 1936. | 1951. | 1961. | 1971. | 1981. | 1991. | 2001. | 2011. |
| ----- | ----- | ----- | ----- | ----- | ----- | ----- | ----- | ----- |
| 1.238 | 1.248 | 1.357 | 1.233 | 1.062 | 1.158 | 1.193 | 1.232 | 1.267 |